# Giấy lót li

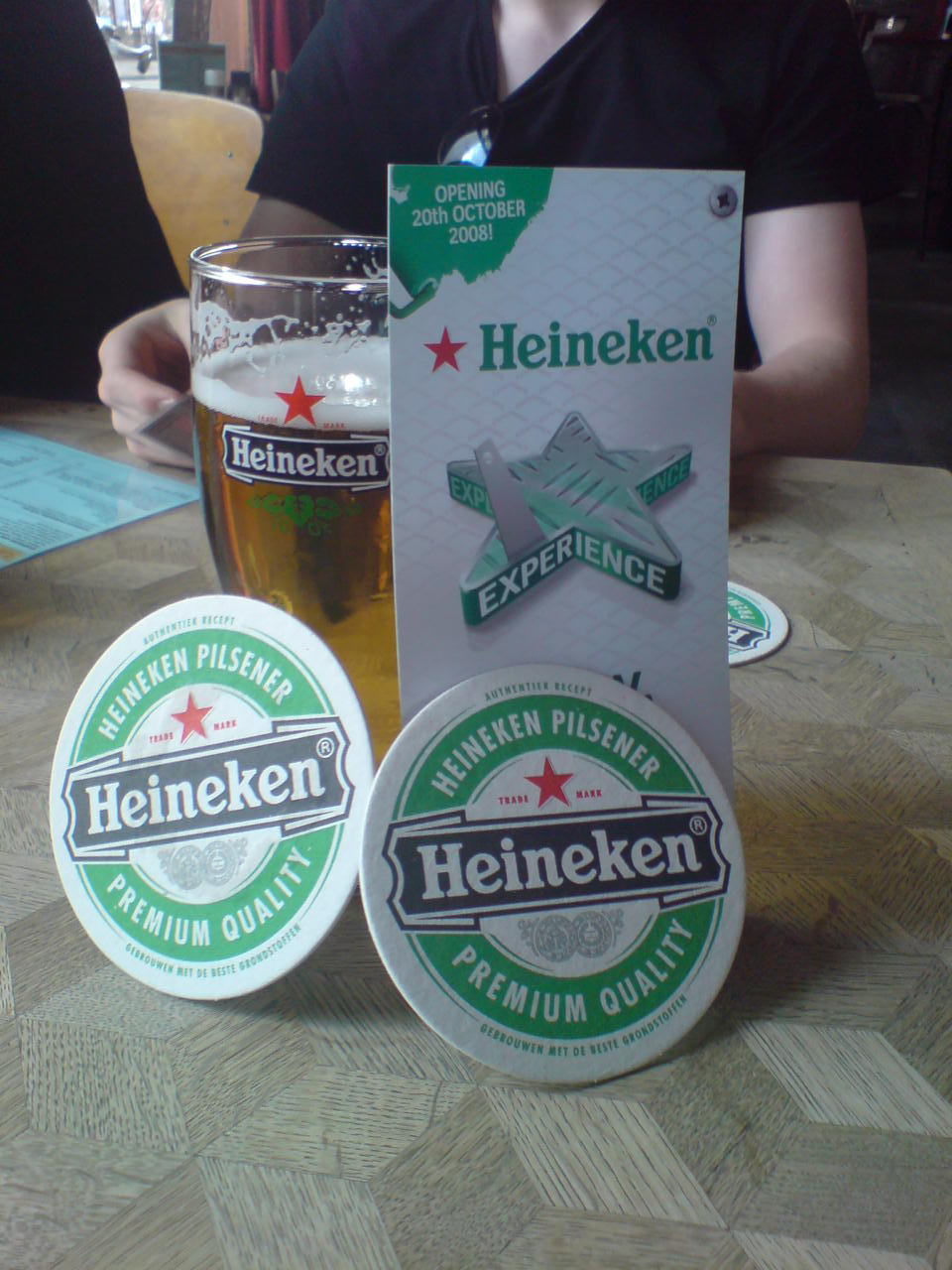
Giấy lót li của hãng Heineken

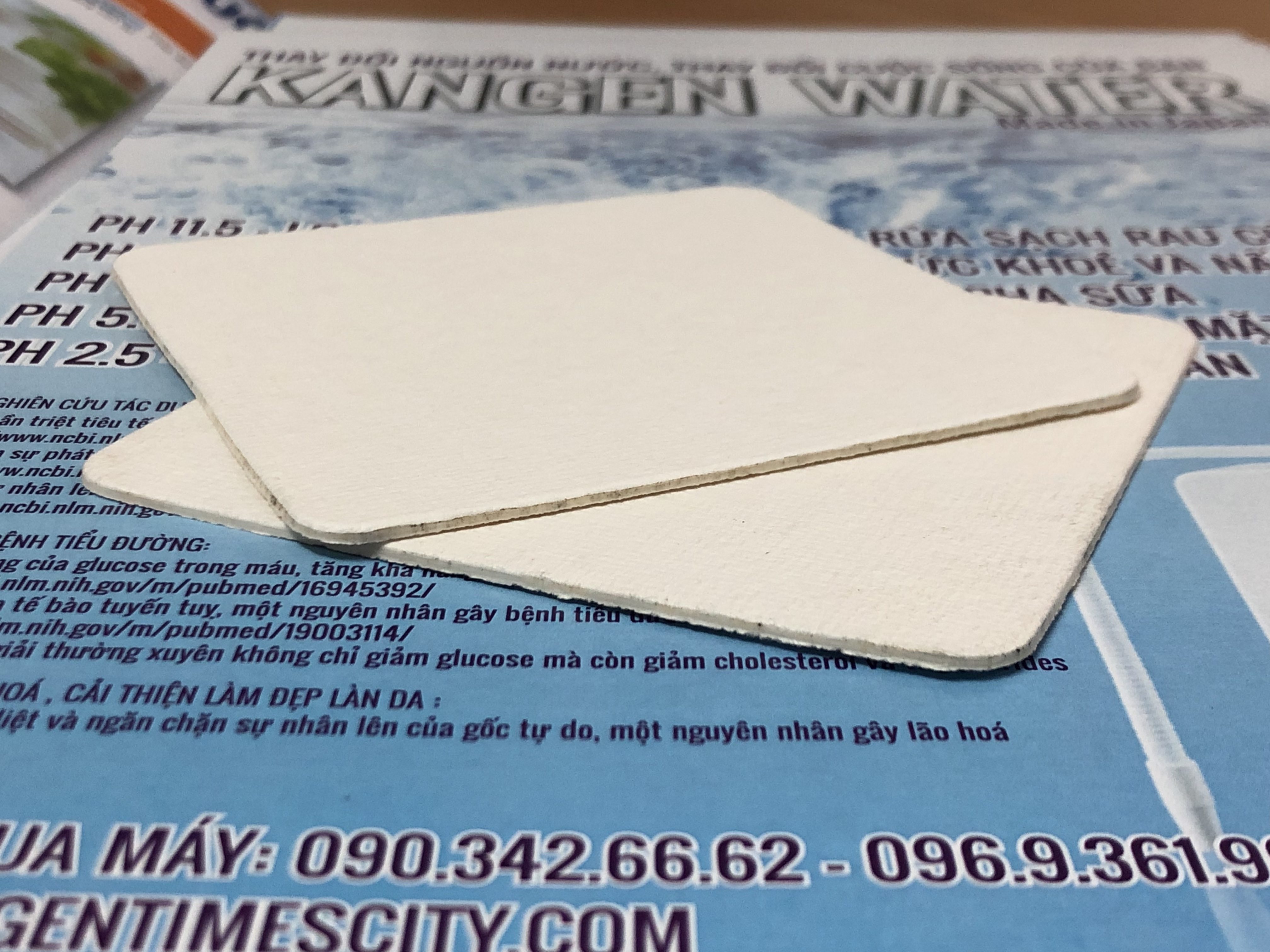
Giấy lót li chưa in

Giấy lót ly, lót cốc là loại giấy được sử dụng để đặt các ly, cốc uống nước (thường là thức uống có đá) lên trên. Mục đích chính của miếng lót ly, lót cốc là nhằm hút nước bám trên thành cốc đọng và chảy ra bàn; đặc biệt là chảy ra quần, áo của thực khách; tránh tỏa nhiệt trực tiếp giữa cốc và vật đặt lên (bàn ăn, tay người cầm...). Người ta sử dụng nhiều chất liệu khác nhau để làm đế lót ly này như: mây tre đan, vải, gỗ, tấm mút, li e... nhưng thông dụng nhất vẫn là sản xuất bằng giấy thấm nước (tuyệt đối không cán màng nhiệt) vì những lý do sau:
- Giá thành của giấy luôn thấp hơn cả.
- Giấy có thể in màu sắc đa dạng.
- Giấy dễ phân hủy, dễ tái chế, thân thiện với môi trường.

Do đó, các hãng nước giải khát, bia, rượu và các nhà hàng thường hay sử dụng giấy làm nguyên liệu sản xuất bộ vật phẩm quảng cáo cho thương hiệu của mình.

## Lịch sử
Tấm lót li bằng giấy đầu tiên trên thế giới được sản xuất bởi một công ty in của Đức, Friedrich Horn năm 1880, được in ghi chú lên một tấm bìa dày. Năm 1892, miếng lót li đầu tiên làm từ bột gỗ đã ra đời bởi nhà công nghiệp Robert Sputh.

## Sản xuất
Giấy lót li thường được làm từ các loại giấy thấm nước chuyên dụng nhập khẩu từ Châu Âu, tuyệt đối không cán màng. Yêu cầu chính đối với giấy lót li là độ thấm nước và khả năng in ấn. Tập đoàn Katz ở Weisenbach là tập đoàn sản xuất phần lớn giấy lót ly cho toàn thế giới (75% trong tổng số 5,5 tỉ miếng lót li toàn thế giới, 2/3 thị trường châu Âu và 97% thị trường Mỹ) từ năm 1903.

## In ấn
Vì giấy lót li đòi hỏi có độ dày cao, cứng nên khó in nguyên tấm bằng máy in offset được. Có thể sử dụng in lưới hoặc in typo

## Hình ảnh

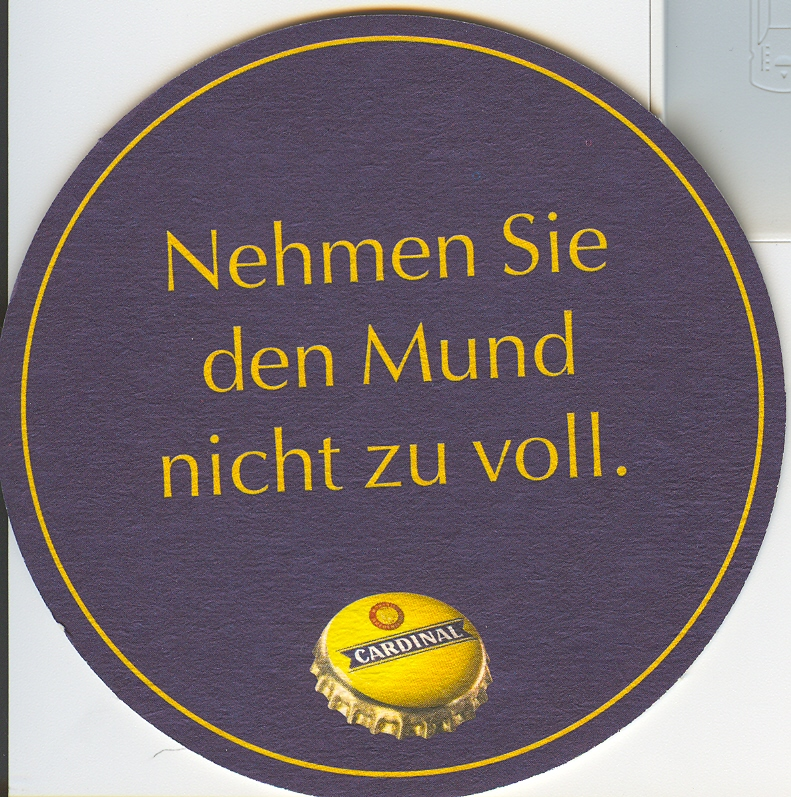
Lót li của hãng Cardinal
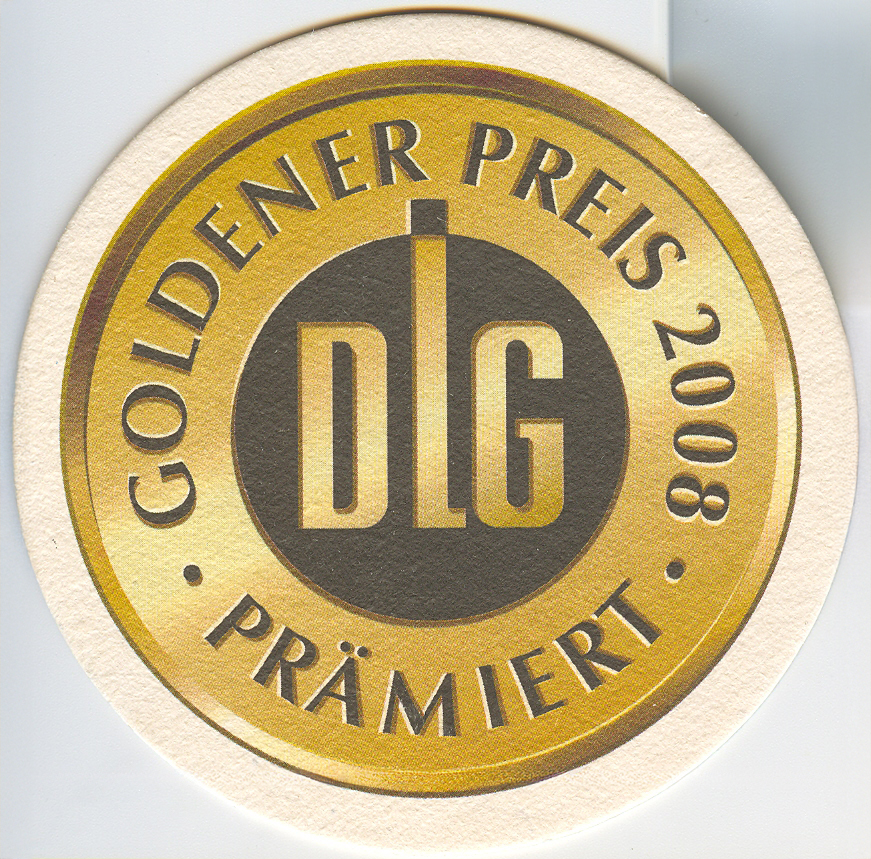
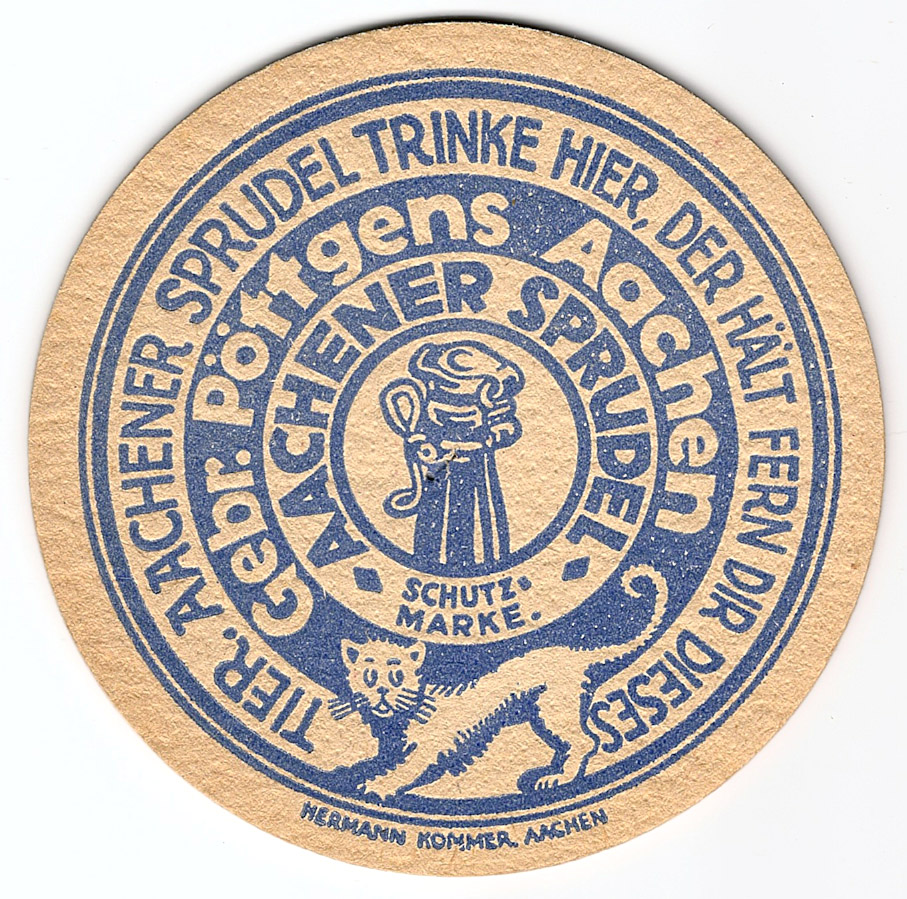
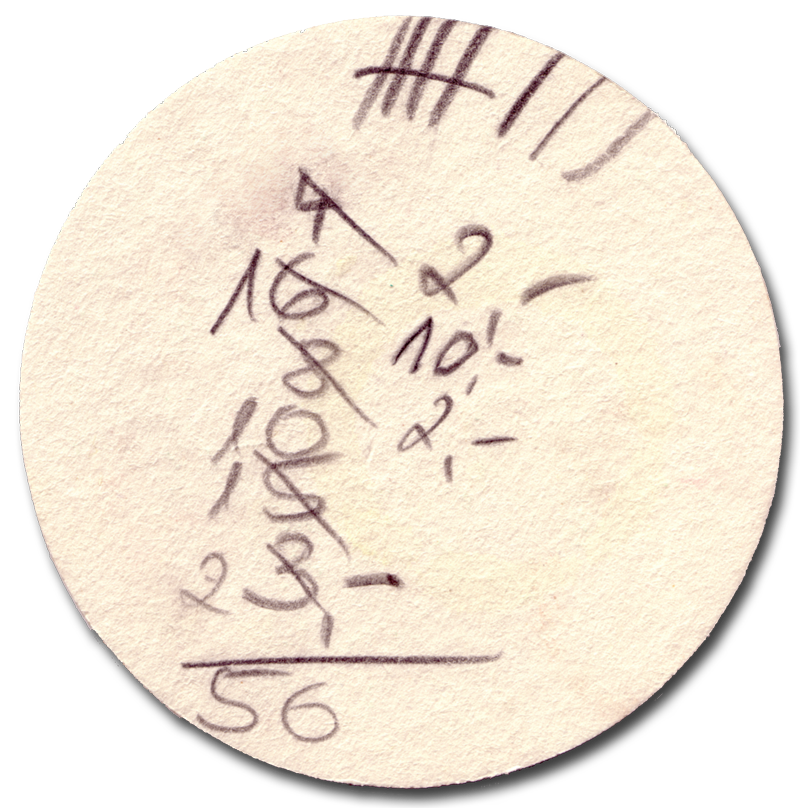
Giấy lót li đôi khi còn được dùng vào mục đích khác: tính toán trong khi chờ đợi
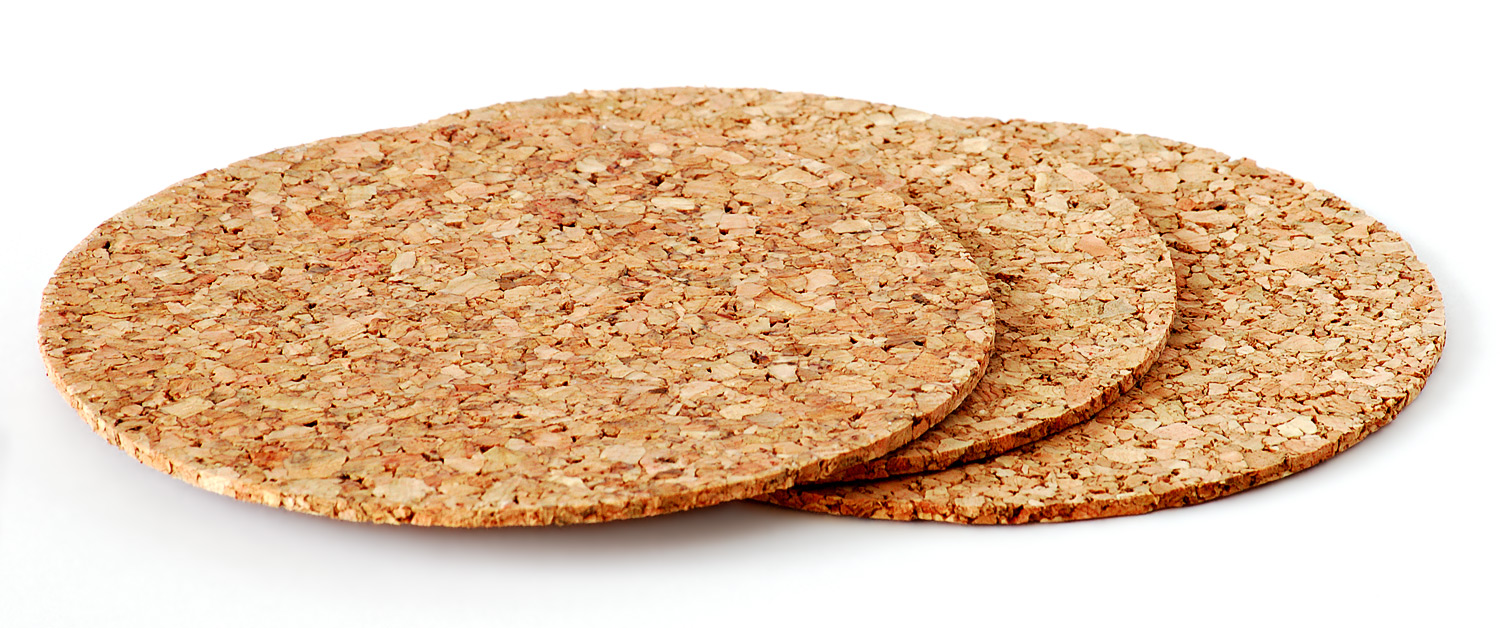
Người ta còn dùng cả các chất liệu khác, ví dụ như li-e để làm lót li
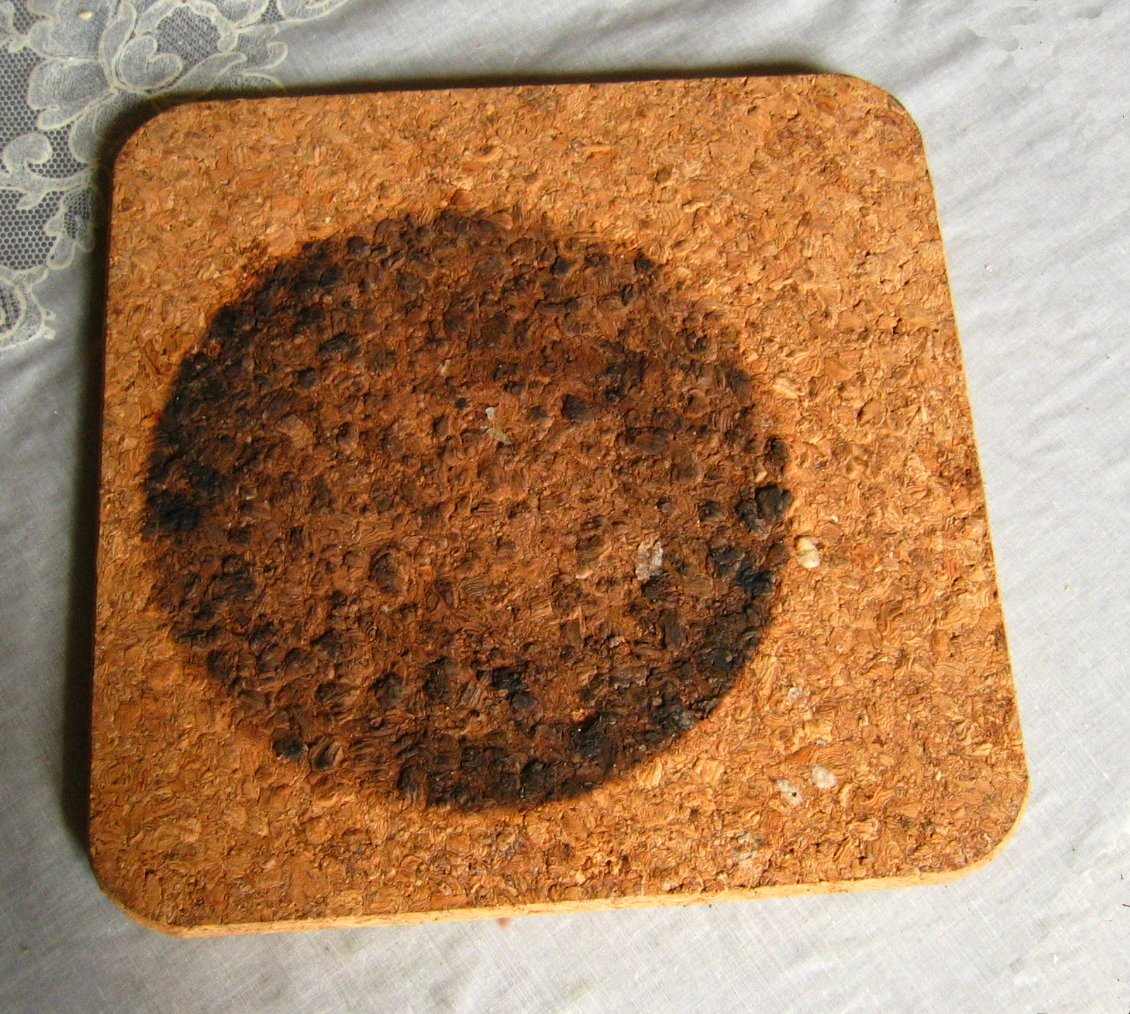
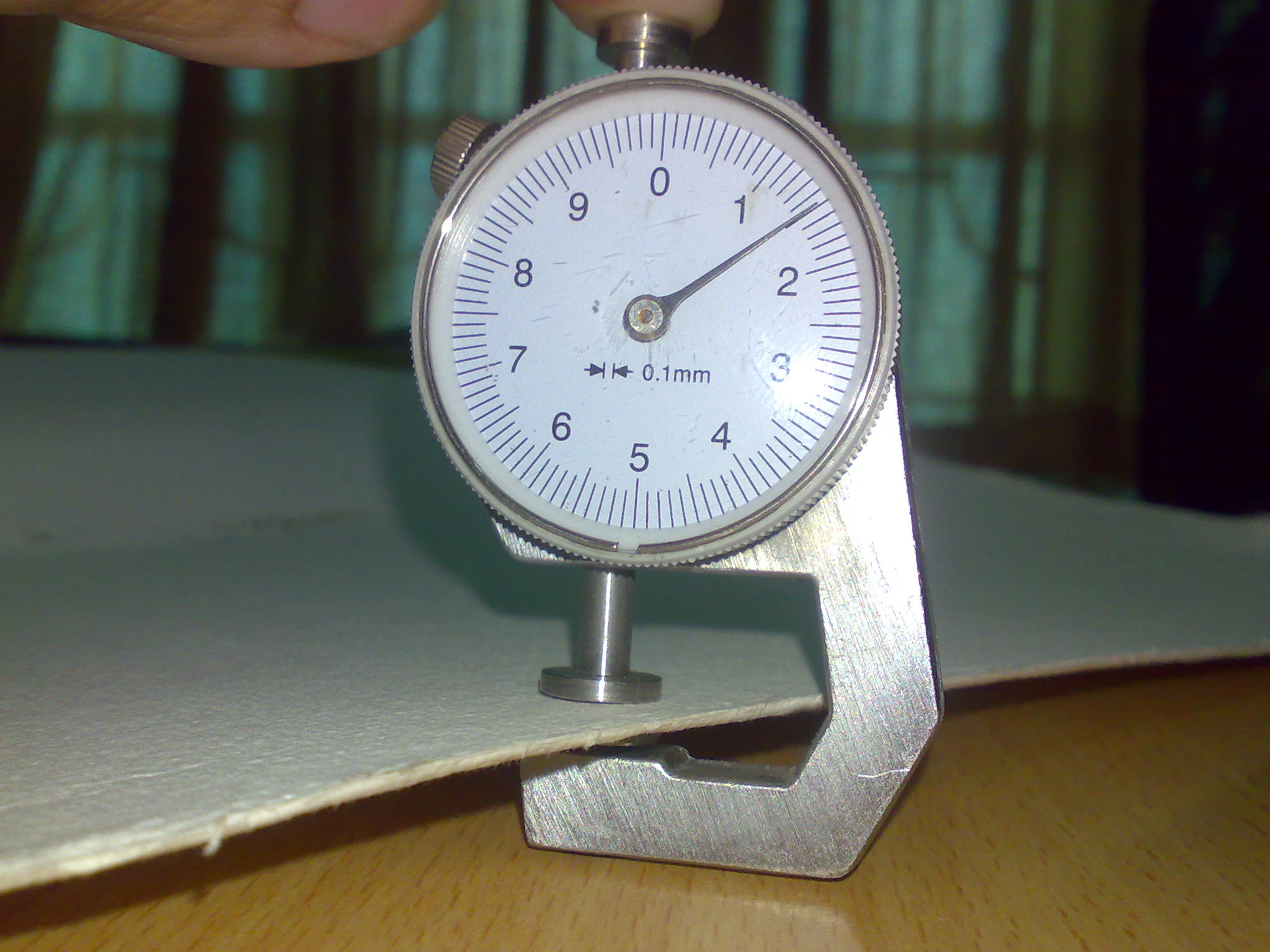
Giấy chưa in
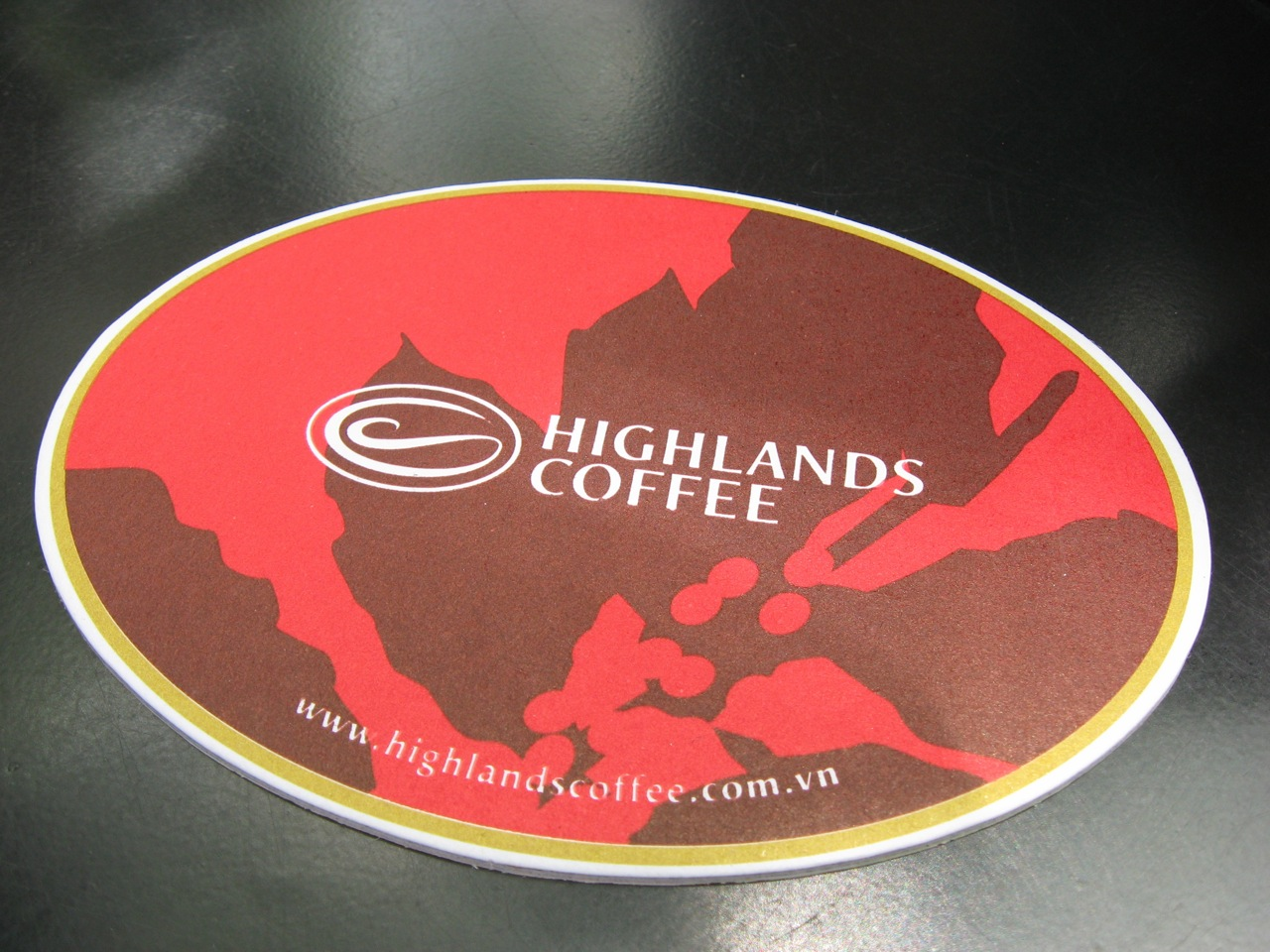
Giấy lót li dùng cho cà phê